# Ética sexual
Ética sexual ou éticas sexuais (também chamada de moralidade sexual) são aspectos da ética que dizem respeito a questões da sexualidade humana, incluindo o comportamento sexual humano. Em termos gerais, a ética sexual diz respeito à comunidade e à padrões pessoais sobre a condução das relações interpessoais. Isto inclui questões de consentimento, as relações sexuais antes do casamento ou quando casado (tais como a fidelidade conjugal, sexo antes do casamento e sexo fora do casamento), questões sobre como o gênero expressa a força através de comportamento sexual, como os indivíduos se relacionam com a sociedade, e como o comportamento individual impacta a saúde pública.
Dilemas éticos que envolvem sexo muitas vezes podem aparecer em situações em que existe uma diferença significativa de energia ou em que exista uma relação profissional preexistente entre os participantes, quando existe uma diferença de idade, ou em que o consentimento é parcial ou incerto. Ética sexual também pode incluir a ética da procriação.